# Пожнище
Пожнище — деревня в Ядровской волости Псковского района Псковской области.
Расположена на юго-восточной границе города Пскова, в 3 км к юго-востоку от псковского микрорайона Кресты.
| 2001 | 2002 | 2010 | 2016 |
| ---- | ---- | ---- | ---- |
| 25   | ↘22  | ↘19  | ↗56  |

## Известные уроженцы
- Зинкевич, Денис Николаевич (1980-2000) — гвардии рядовой Вооружённых Сил Российской Федерации, участник антитеррористических операций в период Второй чеченской войны, погиб при исполнении служебных обязанностей во время боя 6-й роты 104-го гвардейского воздушно-десантного полка у высоты 776 в Шатойском районе Чечни.
- Шлепин Дмитрий Кузьмич (1904 — 1980) — советский военачальник, генерал-майор артиллерии  (20.04.1945)[5]